# Димитър Апостолов
Димитър Апостолов е български революционер, деец на Вътрешната македоно-одринска революционна организация.

## Биография
Димитър Апостолов е роден на 20 ноември 1878 година в град Кавадарци, тогава в Османската империя. Членува в Революционното братство в Солун. Прехвърля се в България, където се включва във ВМОРО. В края на 1902 година става четник в ревизионната чета на Тома Давидов и навлиза в Македония.
По-късно се установява да живее в София, където умира в 1947 година.